# Svartfläckshaj
Svartfläckshajen (Carcharhinus sealei) tillhör familjen gråhajar och finns i Indiska oceanen och Stilla havet mellan latituderna 24 ° N och 30 ° S, från vattenytan till 40 meters djup. Dess längd är upp till cirka 1,5 m.
Utbredningsområdet sträcker sig från Andamanerna och Nikobarerna till Filippinerna och söderut till Java. Arten dyker till ett djup av 40 meter. Könsmognaden infaller för honor vid en längd av 68 till 75 cm och för hannar vid 70 till 80 cm. Honor lägger inga ägg utan föder upp till två levande ungar. De är vid födelsen 33 till 36 cm långa. Hos en nära besläktad art blir exemplaren efter 5 år könsmogna och de kan leva 11 år.
Arten fiskas som matfisk och flera exemplar hamnar som bifångst i fiskenät. IUCN listar arten som sårbar (VU).